# Кызылсай (приток Киргильдысая)
Кызылсай — трансграничная река, протекает по Актюбинской области Казахстана и Оренбургской области России. Впадает справа в Киргильдысай в 5 км от его устья. Длина — 18 км.

## Данные водного реестра
По данным государственного водного реестра России относится к Уральскому бассейновому округу, водохозяйственный участок реки — Урал от города Орск до впадения реки Сакмара. Речной бассейн реки — Урал (российская часть бассейна).
Код объекта в государственном водном реестре — 12010000812112200003945.